# Мамхеги
Мамхеги (самоназвание — мамхэгъ, адыгэ) — субэтнос адыгейцев.

## История
Мамхеги ранее жили на территории, имевшей форму треугольника, вершиной которого было устье р. Курджипс при впадении в р. Белая.

## Мамхеги в XVII веке
В 1667 году у мамхегов гостил турецкий разведчик Эвлия Челеби, который в своем отчёте сделал самое подробное из всех древних описаний племени «Мемхеги», где он написал:
Повествование о земле Мамшуха. … Они обитают у подножия Абхазских гор, среди неприступных скал и дремучих лесов. Это народ ремесленный, невоинственный. Их по крайней мере 10 000, и нет у них вождей и правителей. Только в каждом стойбище имеется по одному — два человека управителей, достойных и отличаемых, называемых «такаку», то есть священниками. Не будучи людьми Писания, они не придерживаются известных религиозных предписаний. Они не ведут торговли ни с одним народом, а также не смешиваются ни с каким иным племенем, не берут оттуда девушек и сами не дают. С людьми из другого народа они не делят трапезу. Другие народы тоже совсем не общаются с ними. А их скот имеет на шеях бубенчики и ботала, поэтому пасется в горах без пастухов. Они также не едят ни кур, ни свиней. Не едят они и те продукты и съестные припасы, которые берут у кого-нибудь. А гостю они оказывают исключительное внимание и ничего у него не крадут. Крови не проливают и не ходят на войну. Меду и сыру они не едят. Когда у них есть для еды бобы, горох, просяная каша, они не едят мяса зарезанных ножом животных. Только в тех случаях, когда нет иной нищи, они режут и едят жирную скотину. У них много овец, ягнят и коров, а свиней нет. Пьют эти люди медовуху, а бузы не пьют. Выехав отсюда, мы в течение четырёх часов двигались на восток и прибыли к реке Псенафа. После этого прибыли к реке Гиага, вода которой — источник жизни. Обе они возникают в Абхазских горах, заканчиваются в реке Кубани. В двух часах пути на берегу реки Гиага — стоянка Мамшух наподобие крепости; вокруг неё — благоустроенное, неприступное селение — азбаре. Отсюда в трех часах пути — река Уль, далее, ещё в двух часах, — река Серали, затем река Уарп. Эти три реки начинаются в горах Чакал в земле абхазов, текут на восток и впадают в большую реку Кубань.

## Обычаи мамхегов
Далее Эвлия Челеби записал некоторые обычаи мамхегов:
«  Когда один из них умрет, все они собравшись вместе из разных мест, плачут день и ночь. Когда у них родится девочка или мальчик, они также собираются все вместе, располагаются вокруг младенца, едят и пьют, смеются и играют, поют песни: „Варада, варада, варада“. Здесь выступают и сказители удивительных повестей. Они опоясываются оружием, берут в руки десять-пятнадцать тонких четырёхугольных дощечек, притом берут их так, что они соединяются вместе. Прославляя величавую внешность, твердость характера, мужество покойного, его деяния и свершения, они в начале каждой фразы заставляют дощечки издавать грохочущие и щелкающие звуки, так что в начале каждой фразы они этими тонкими дощечками делают „чикыр, чикыр“.»

### Обряд воздушного погребения
Эвлия Челеби является вторым древним автором, кто зафиксировал обряд воздушного погребения у адыгов (мамхегов), в частности он записал:
«Совершив разные обряды, сказители собирают народ к изголовью умершего. Это — удивительное и редкостное зрелище. После этого они помещают умерших в специальной раке на ветвях большого дерева в горах. Потому что, если зарыть в землю, в ту же ночь труп откопают и съедят медведи — отшельники величиной со слона, подобные медведям Германии. Потому-то и помещают трупы умерших на ветвях деревьев. Однако трупы бедняков зарывают в землю, наваливают груды земли, сверху кладут крупные деревья, камни и срубленные кусты. Затем в течение нескольких дней с ружьями стерегут мертвого, спасая от медведей и волков.»
Первым обряд воздушного погребения у адыгов, не позднее 1427 года, описал Иван Шильбергер, который через земли черкесов возвращался из азиатского плена.

## Мамхеги в XIX веке
Краевед Н. А. Дьячков-Тарасов, сообщал:
«мамхеги составляли следующие аулы :
Тлевцежевы — на реке Кубиок, впадающей в Белую;
Патукай — в шести верстах от Майкопа на р. Куро;
Духхабль — в версте выше ст. Курджипской;
Хачемзий — на месте нынешнего поселка Тульского;
Дачехабль — между Курджипсом и Белой;
Кураль — центральный аул мамхегов, на водоразделе между Белой и Курджипсом.
Впоследствии число мамхеговских аулов увеличилось следующими новыми: Хоретли, Барджукай, Бадженай, Уордане, Куйже, Тагъанай и Хакунай».
В 1846 году генерал Анучин, Дмитрий Гаврилович, сообщал: «Севернее махошевцев вниз по Лабе и вглубь на запад к реке Белой, поселились темиргоевцы, егерухаевцы и мамхирцы…».
В 1857 году Люлье, Леонтий Яковлевич сообщал: «У мохошевцев родоначальник Богарсок».
После погрома, учинённого в 1823 году отрядом полковника Коцарева в аулах мамхегов, те, «резко сократившись в численности, вынуждены были искать убежище среди абадзехов».
По окончании Кавказской войны большая часть оставшихся в живых мамхегов ушла в Османскую империю. Мамхеги, принявшие российское подданство, в настоящее время проживают в ауле Мамхег и в разных аулах и городах Республики Адыгея и других регионов России.